# Mashda
Mashda de Kish fue el undécimo rey sumerio de la primera dinastía de Kish (después de ca. 2900 BC), según la Lista Real Sumeria. Fue hijo y sucesor de Atab.